# Popakademie Baden-Württemberg

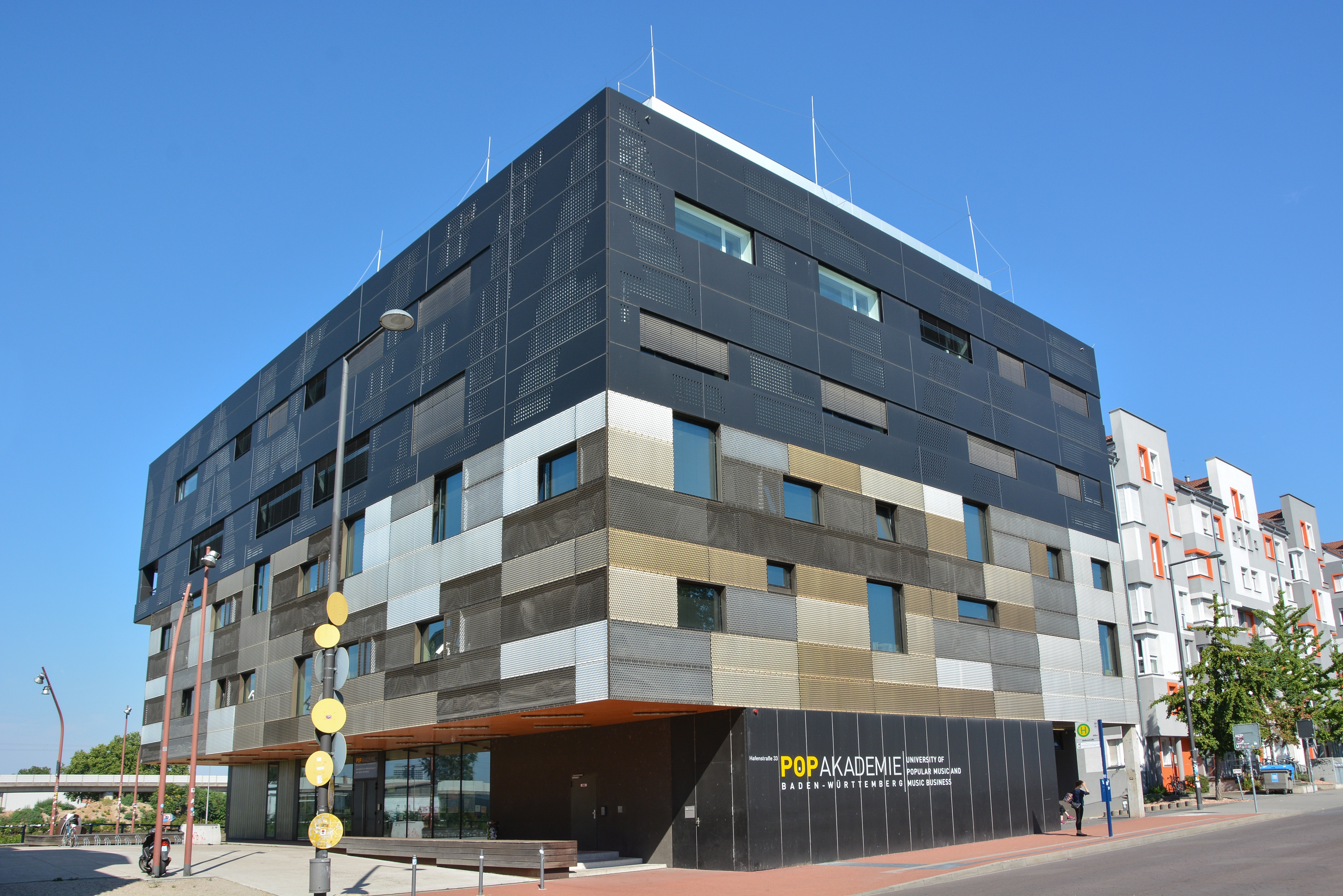
Popakademie Baden-Württemberg

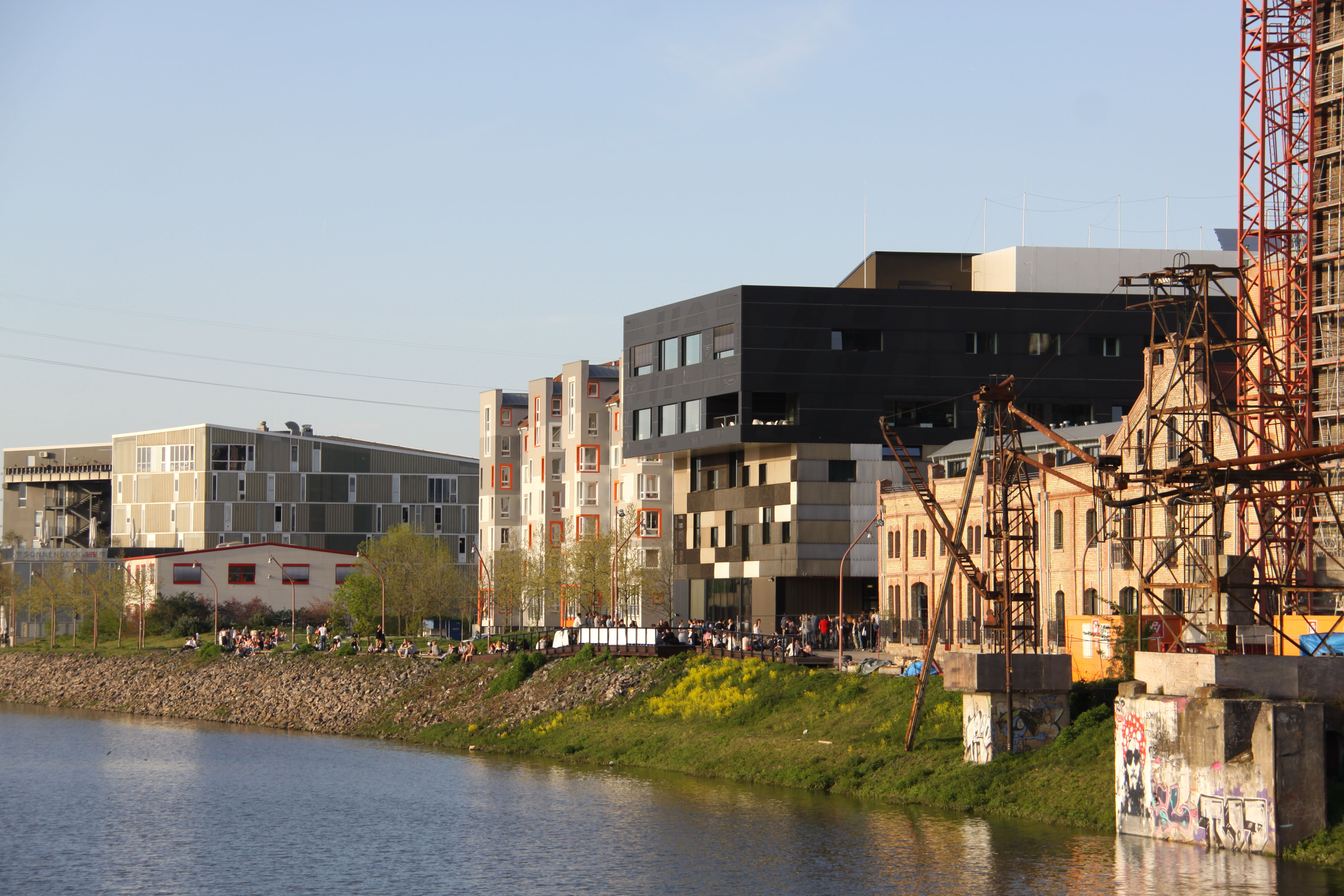
Popakademie, Rückansicht vom Kanal aus

Die Popakademie Baden-Württemberg (University Of Popular Music And Music Business) ist eine staatliche Hochschuleinrichtung für Populäre Musik und Musikwirtschaft mit Sitz in Mannheim. Sie wurde 2003 vom Land Baden-Württemberg gegründet.
Das Studienangebot umfasst drei Bachelor- und zwei Masterstudiengänge.
Neben ihrer Funktion als Hochschuleinrichtung ist die Popakademie auch Kompetenzzentrum für die Musikwirtschaft und -szene, in der Projekte im regionalen, nationalen und internationalen Zusammenhang realisiert werden.

## Geschichte

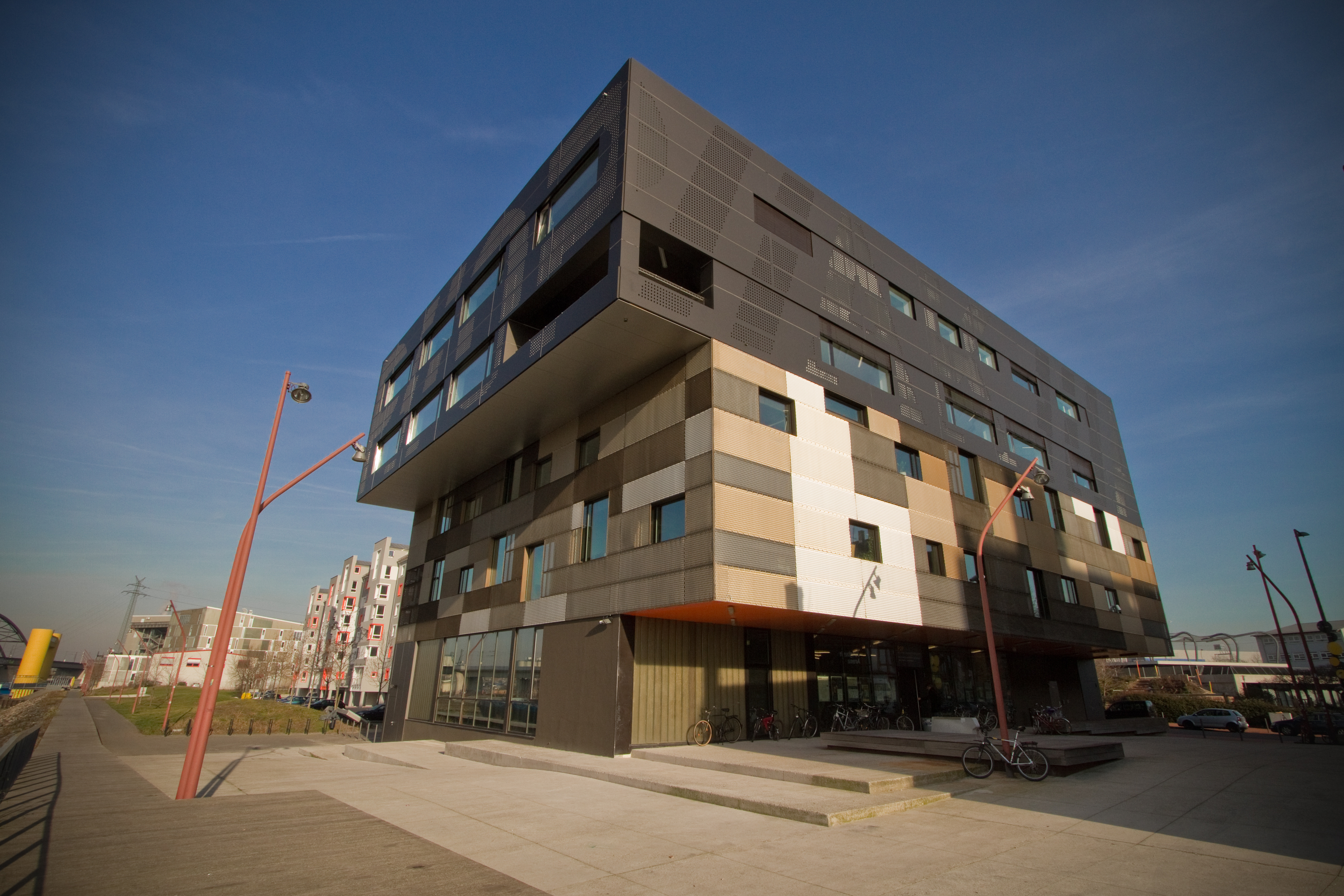
Popakademie Baden-Württemberg

Die Popakademie ging aus der Rockstiftung Baden-Württemberg hervor, die 1996 vom SWR (vormals SWF) und vom Land als Piloteinrichtung zum Zwecke der Förderung der regionalen Musikszene Baden-Württembergs in Baden-Baden gegründet wurde. Diese hatte sich vorwiegend mit Projekten wie dem Bandpool, Weiterbildungsseminaren und dem pop.forum-Branchenmeeting einen Namen gemacht.
Im Jahr 2003 kam es auf Initiative des Stuttgarter Staatsministers Christoph Palmer zur Gründung der Popakademie durch das Land Baden-Württemberg. Das Mannheimer Konzept von Kulturbürgermeister Peter Kurz konnte sich dabei gegen die Ideen aus Stuttgart und Karlsruhe durchsetzen. Die Leitung der Popakademie Baden-Württemberg wurde Udo Dahmen, Dirk Metzger und Hubert Wandjo übertragen.
Zum Wintersemester 2003/04 nahm der erste Studienjahrgang das Bachelorstudium im Bereich Populäre Musik bzw. Musikwirtschaft auf. Zum damaligen Zeitpunkt gab es damit erstmals in Deutschland die Möglichkeit eines grundständigen Bachelorstudiums in diesen Fachbereichen. Zunächst bezog die Popakademie Quartier in Übergangsräumen in der Mannheimer Innenstadt. Zum Wintersemester 2004/05 konnte der Neubau der Popakademie im Mannheimer Stadtteil Jungbusch bezogen werden.
Die erste bauliche Erweiterung erfolgte im Jahr 2008 mit dem Einzug in die Hafenstraße 82, wo sich seitdem ein Tonstudio, weitere Proberäume und das digitale Forschungslabor SMIX.LAB befinden.
Zum Wintersemester 2011/12 wurde das Ausbildungsangebot an der Popakademie Baden-Württemberg um zwei Masterstudiengänge erweitert. Für das neue Angebot wurde das Hauptgebäude um zwei Stockwerke mit weiteren Vorlesungsräumen, Proberäumen, Studios und Büros ausgebaut.
Zum 15. September 2022 wurde Michael Herberger Business-Direktor und Geschäftsführer der Popakademie Baden-Württemberg und trat damit die Nachfolge von Hubert Wandjo an, der zum Gründungsteam der Popakademie gehörte.
Zum 1. September 2023 wurde Derek von Krogh Künstlerischer Direktor und Geschäftsführer der Popakademie Baden-Württemberg und trat damit die Nachfolge von Udo Dahmen an, der zum Gründungsteam der Popakademie gehörte.

## Studium
Die Popakademie ist in einen künstlerischen und einen wirtschaftlichen Fachbereich unterteilt. Jeder Bereich beinhaltet jeweils einen akkreditierten sechssemestrigen Bachelor of Arts- und einen viersemestrigen Master of Arts-Studiengang. Im Februar 2015 gaben Wissenschaftsministerin Theresia Bauer und Mannheims Oberbürgermeister Peter Kurz bekannt, dass die Popakademie zum Wintersemester 2015/16 einen in Deutschland einzigartigen Bachelorstudiengang Weltmusik erhält.
Die Abschlüsse entsprechen denen einer künstlerischen Hochschule des Landes Baden-Württemberg.
Voraussetzungen für die Aufnahme in den Bachelorstudiengang Popmusikdesign sind mehrjährige künstlerische Erfahrung im Popmusikzusammenhang. Neben der allgemeinen Hochschulreife kann man sich auch mit einem mittleren Bildungsabschluss bewerben, wenn man sich einer Zusatzprüfung für Studienbewerber ohne Hochschulreife unterzieht. Voraussetzungen für die Aufnahme in den Bachelorstudiengang Musikbusiness sind neben der allgemeinen Hochschulreife erste Erfahrungen innerhalb der Musik- oder Kreativbranche. Wer eine überdurchschnittliche künstlerische Begabung vorweist, kann durch das erfolgreiche Bestehen einer Begabtenprüfung auch ohne die allgemeine, fachgebundene oder Fachhochschulreife in geeigneten künstlerischen Studiengängen studieren (Ausnahme wissenschaftliche Studiengänge). Die Zulassungsvoraussetzungen für die Begabtenprüfung regeln die Hochschulen durch Satzung. Für die Filmakademie und Popakademie sowie für die Akademie für Darstellende Kunst bestehen vergleichbare Regelungen. Für die Masterstudiengänge wird ein Bachelorabschluss benötigt. Vor der Aufnahme finden Vorstellungsgespräche und gegebenenfalls praktische Prüfungen statt. Für das Studium an der Popakademie, das jedes Jahr zum Wintersemester startet, fallen keine Studiengebühren an.
Fachbereich Populäre Musik
Leitung: Derek von Krogh
- Popmusikdesign (Bachelor of Arts)
- Global Music (Bachelor of Arts)
- Popular Music (Master of Arts)

Fachbereich Musik- und Kreativwirtschaft
Leitung: Michael Herberger
- Musikbusiness (Bachelor of Arts)
- Music and Creative Industries (Master of Arts)

Zu den etwa 150 Dozenten der Popakademie zählen bedeutende Persönlichkeiten aus der künstlerischen und musikwirtschaftlichen Praxis (siehe Liste von Dozenten der Popakademie Baden-Württemberg).
Studierende und Absolventen der Popakademie waren an vielen erfolgreichen Kollaborationen, wie zum Beispiel an den Nummer-eins-Alben von Casper, Cro, Frida Gold und Tim Bendzko beteiligt. Sie arbeiten als Musiker, Komponisten, Texter und Produzenten oder sind im Management und verschiedenen Bereichen der Musik- und Kreativwirtschaft tätig.
Siehe auch: Liste von Studenten und Alumni der Popakademie Baden-Württemberg

## International
Die Popakademie Baden-Württemberg ist in ein weltweites Partnernetzwerk eingebunden und pflegt Kooperationen mit vielen internationalen Hochschulen und Institutionen. Als Mitglied in der Association Européenne des Conservatoires, Académies de Musique et Musikhochschulen (AEC) und im Netzwerk MU:ZONE fördert die Popakademie den interkulturellen Austausch von Studierenden und Dozenten.
Die Popakademie verfügt über eine Erasmus University Charta. Mehr als zehn Prozent der Studierenden stammen aus dem Ausland.
Regelmäßig finden in der Popakademie Projekte wie das European Band- & Businesscamp, die International Songwriterweek und das International Summer Camp statt, die als Plattform für Musikschaffende aus aller Welt dienen.
Partnerschaften (Auswahl):
- Ballyfermot College Of Further Education – (Dublin/Irland)
- Dublin Institute of Technology, BIMM (Dublin/Irland)
- Linnaeus University / Rock City Hultsfred (Hultsfred/Schweden)
- University of Westminster – Department of Commercial Music (London/England)
- Conservatori Luisa d´Annunzio (Pescara/Italien)
- Escola Superior de la Musica de Catalunya (Barcelona/Spanien)
- Hochschule der Künste Bern (Bern/Schweiz)
- Herman Brood Academie (Utrecht/Niederlande)
- Fontys Rockacademy Tilburg (Tilburg/Niederlande)
- PHL Music (Hasselt/Belgien)
- University of Agder (Kristiansand/Norwegen)
- Columbia College (Chicago/USA)
- Middle Tennessee State University (USA)
- Pop Music Academy of Sichuan, Conservatory of Music (Chengdu/China)
- European Music Office (Belgien)
- European Association of Conservatories (AEC) Working group Pop and Jazz Platform (Belgien)
- Music and Audio Institute of New Zealand (Auckland/Neuseeland)

## Kompetenzzentrum

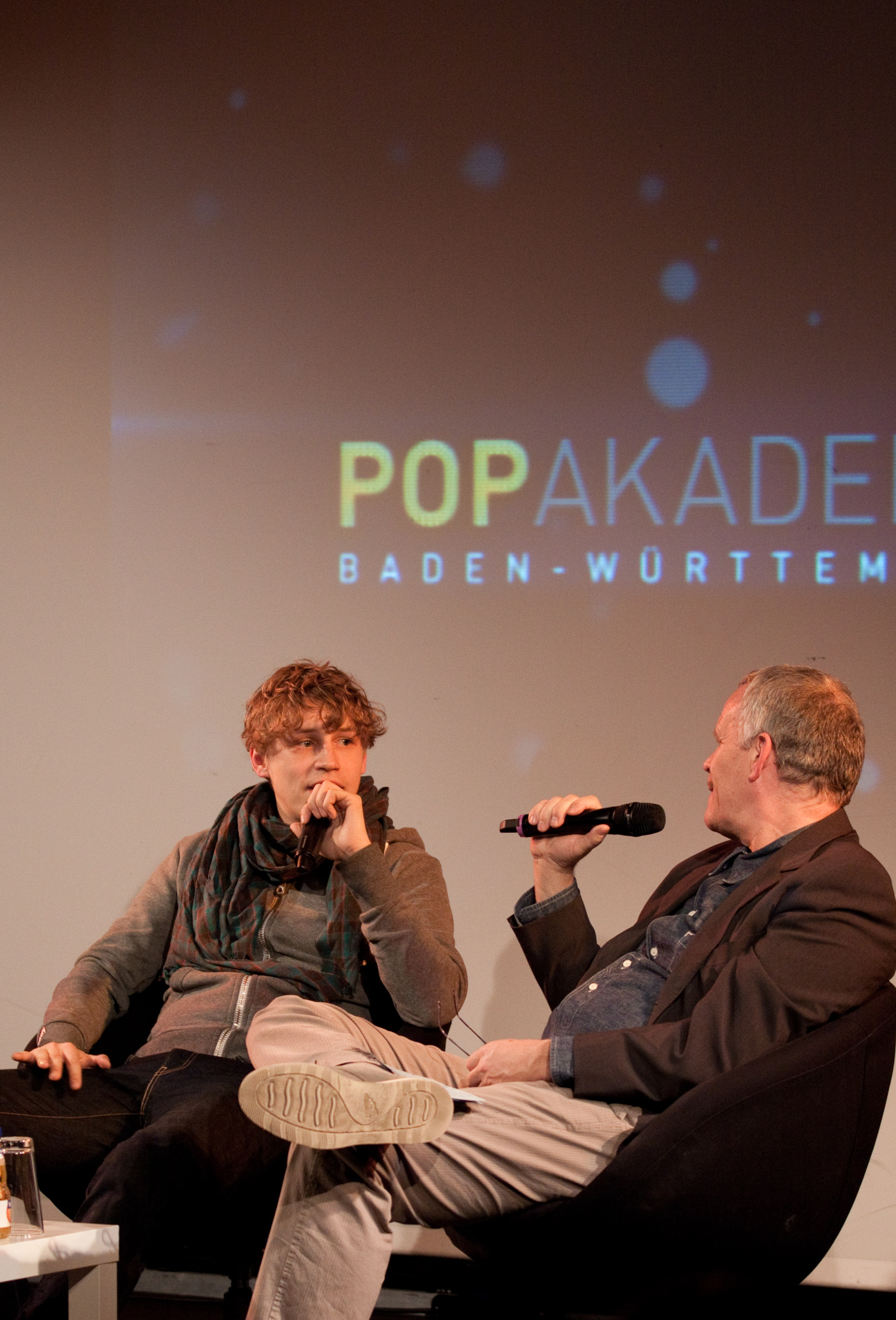
Tim Bendzko im Gespräch mit Hubert Wandjo beim Open House.

Über ihre Funktion als Hochschuleinrichtung hinaus versteht sich die Popakademie Baden-Württemberg als Kompetenzzentrum für Popkultur und Musikwirtschaft und realisiert Projekte im regionalen, nationalen und internationalen Zusammenhang.
Regelmäßig wiederkehrend (Auswahl):
- Bandpool – Förderprogramm für Bands
- Future Music Camp – BarCamp und Kongress zu Themen der digitalen Musikwirtschaft
- KLINKT[18] – Künstleragentur für Studierende und Alumni
- Konferenz Zukunft Pop – Kongress mit Themen aus Musik und Popkultur
- Open House – Öffentliche Talks mit Persönlichkeiten und Prominenten aus Kultur, Wissenschaft und Wirtschaft
- RegioNet – Popkulturförderung in Baden-Württemberg
- Pop macht Schule – Gemeinsames Musizieren mit Schülern
- SMIX.LAB – Forschungszentrum für die digitale Musikwirtschaft
- Vermittlung Populäre Musik – Agentur für Musikpädagogik
- Weiterbildungsseminare an Wochenenden

## Auszeichnungen
Im April 2017 wurde die Popakademie als Einrichtung mit dem ECHO in der Kategorie "Partner des Jahres" ausgezeichnet. Wenige Tage zuvor bekam die Popakademie den PRG LEA Live-Entertainment-Award für die "Künstler- und Nachwuchsförderung 2016" von Udo Lindenberg in Frankfurt verliehen. Am 23. Juni 2017 überreichte Alice Merton der Popakademie eine goldene Schallplatte für 200.000 verkaufte Einheiten ihres Hits "No Roots".

## Finanzierung
Die Popakademie wird vom Land Baden-Württemberg, der Stadt Mannheim, dem Südwestrundfunk und der Landesanstalt für Kommunikation Baden-Württemberg (LfK) finanziert. In den ersten zehn Jahren seit Gründung erfolgte eine zusätzliche Anschubfinanzierung durch die ehemaligen Gesellschafter Universal Music und eine Mannheimer Unternehmensgruppe. Zusätzlich werden verschiedene Projekte durch Sponsorings und andere Fördermittel finanziert.